# 莱格勒
莱格勒（法語：L'Aigle，法語：[lɛɡl] ⓘ），法国西北部城市，诺曼底大区奥恩省的一个市镇，隶属于莫尔塔涅欧佩什区，其市镇面积为18.02平方公里，2022年1月1日时人口数量为7,771人，在法国城市中排名第1,292位。
莱格勒位于奥恩省东部，是一个区域性的中心城市和公路枢纽，是乌什地区人口最多的城市，常被认作该地区的首府。莱格勒也因同名陨石而闻名。

## 地名来源
“莱格勒”一名来源于拉丁语单词，意为“鹰”，最初记载于公元1055年，后多次衍变。1961年6月27日，莱格勒的官方名称由改为。

## 历史

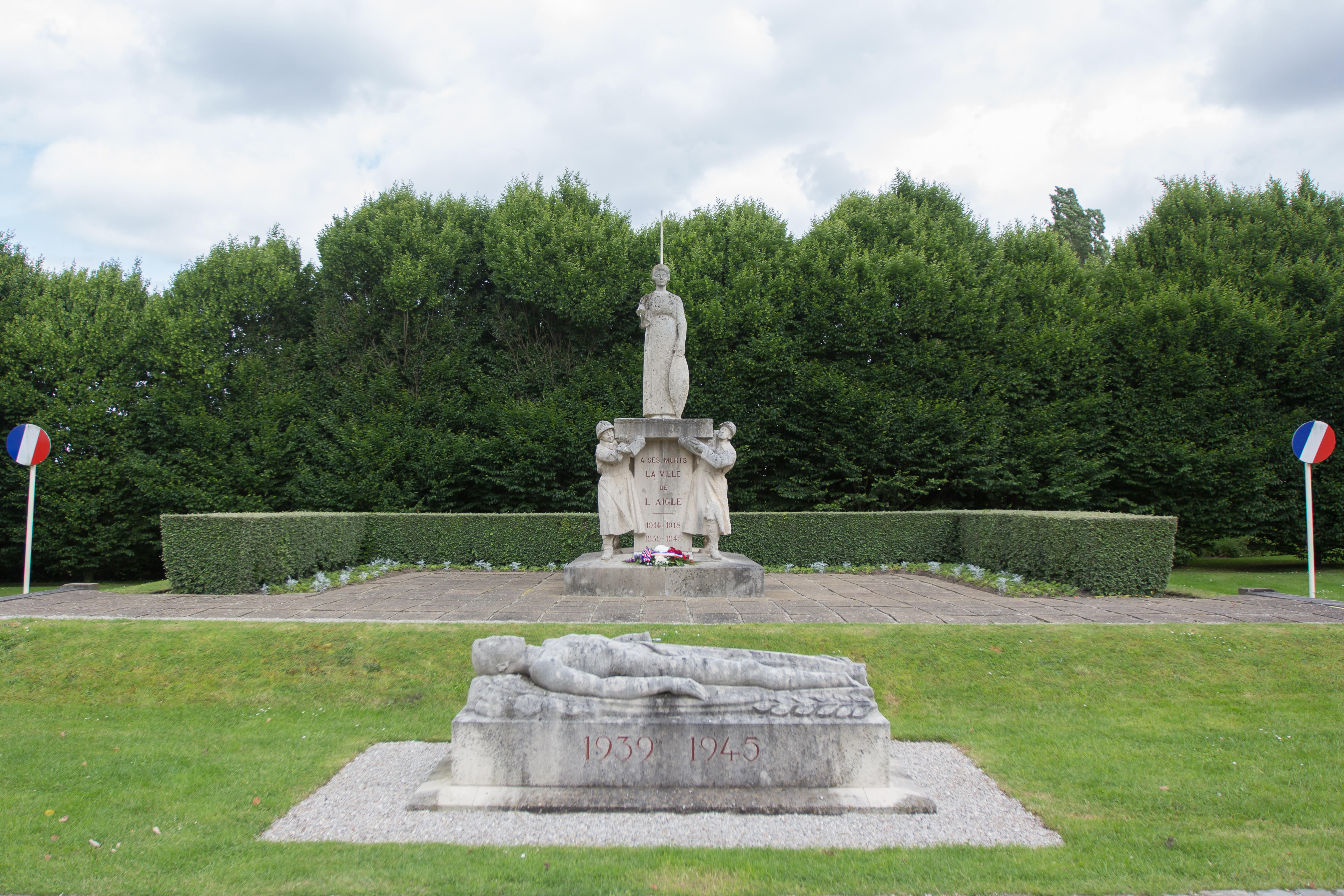
莱格勒的一处战争遇难者纪念碑

莱格勒建于公元11世纪初，彼时为诺曼底公国的一处领地，当地的领主菲尔贝尔·德贝纳（Fulbert de Beina）在此修建了一处私人城堡，被命名为“鹰”，后被赠予给诺曼伯爵罗洛，此后，城堡附近逐渐形成城镇。1119年，莱格勒在一次火灾中被烧毁。中世纪中后期，当地出现了铁器作坊，因生产回形针而闻名。1354年1月8日，夏尔·德拉塞尔达在此地被卡洛斯二世的手下给刺杀。1587年，莱萨克尔家族的马里（Marie d'Aubray）获得莱格勒男爵爵位，1650年成为侯爵。1792年，正值法国大革命期间，莱格勒城堡被革命派没收，莱格勒成为奥恩省的一个市镇，并以作为官方名称。1803年，莱格勒下了一场陨石雨，法国天文及物理学家让-巴蒂斯特·毕奥曾来此考察，并在其著作中推断地外文明的存在。工业革命时期，莱格勒的铁器工业得到了进一步的发展。两次世界大战均对莱格勒有所波及，其中1944年6月7日的一次轰炸使得当地180名居民身亡。

## 地理

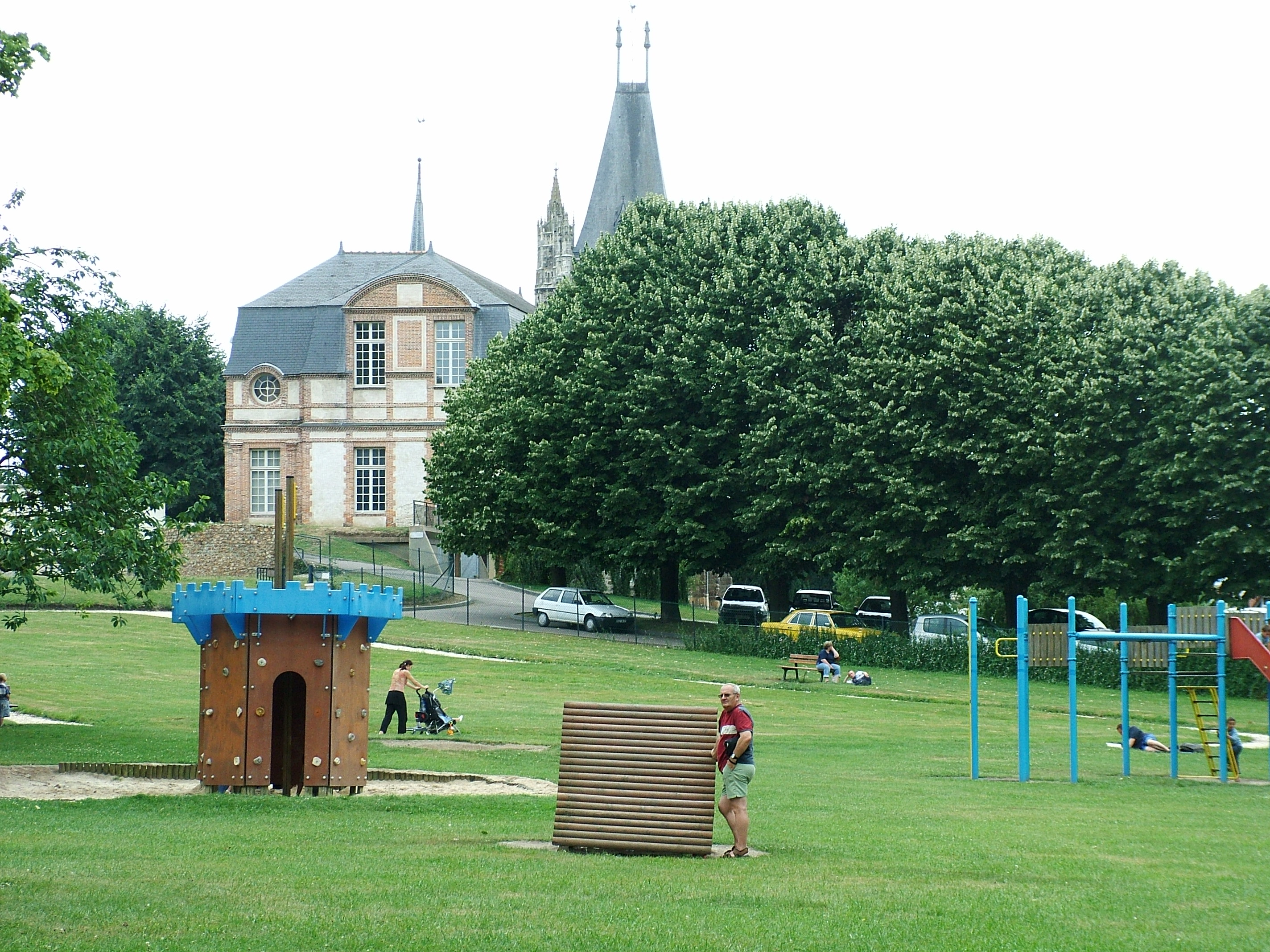
莱格勒市区的一处城市绿地

莱格勒位于法国西北部，诺曼底大区南部和奥恩省东部，距离省会阿朗松大约65公里，其附近区域被称为乌什地区。与莱格勒接壤的市镇包括：拉沙佩勒维耶勒、埃科尔塞、赖镇、圣米歇尔-蒂伯夫、伊通河畔圣旺、里勒河畔圣叙尔皮斯、圣桑福里安-德布吕耶尔。

### 地形
莱格勒位于阿让唐平原腹地，这一地区在地质学上被认为是阿摩里卡丘陵和巴黎平原的分界线之一，境内以浅丘为主，主要街区的地势相对平坦，全境海拔在195到277米之间。

### 水文
里勒河自西向东流经莱格勒境内，其市区段被人工开凿为多条水道，该河是塞纳河左岸的支流，后者为法国五大河流之一。

### 植被
莱格勒属于温带落叶林区，主要林地分布于河流两岸。

### 气候
莱格勒在柯本气候分类法中属于温带海洋性气候。
莱格勒境内设有气象站，以下为该气象站的数据（其中日照数据取自阿朗松）：
| 莱格勒1981年－2019年 | 莱格勒1981年－2019年 | 莱格勒1981年－2019年 | 莱格勒1981年－2019年 | 莱格勒1981年－2019年 | 莱格勒1981年－2019年 | 莱格勒1981年－2019年 | 莱格勒1981年－2019年 | 莱格勒1981年－2019年 | 莱格勒1981年－2019年 | 莱格勒1981年－2019年 | 莱格勒1981年－2019年 | 莱格勒1981年－2019年 | 莱格勒1981年－2019年 |
| 月份                 | 1月                  | 2月                  | 3月                  | 4月                  | 5月                  | 6月                  | 7月                  | 8月                  | 9月                  | 10月                 | 11月                 | 12月                 | 全年                 |
| -------------------- | -------------------- | -------------------- | -------------------- | -------------------- | -------------------- | -------------------- | -------------------- | -------------------- | -------------------- | -------------------- | -------------------- | -------------------- | -------------------- |
| 历史最高温 °C（°F）  | 15.9 (60.6)          | 19.6 (67.3)          | 21.6 (70.9)          | 26.8 (80.2)          | 29.4 (84.9)          | 34.7 (94.5)          | 36.6 (97.9)          | 38.3 (100.9)         | 33 (91)              | 27.2 (81.0)          | 21.5 (70.7)          | 15.4 (59.7)          | 38.3 (100.9)         |
| 平均高温 °C（°F）    | 6.1 (43.0)           | 7.9 (46.2)           | 10.9 (51.6)          | 14.1 (57.4)          | 17.9 (64.2)          | 21.3 (70.3)          | 23.1 (73.6)          | 23.4 (74.1)          | 20.3 (68.5)          | 15.2 (59.4)          | 9.9 (49.8)           | 6.4 (43.5)           | 14.7 (58.5)          |
| 日均气温 °C（°F）    | 3.6 (38.5)           | 4.7 (40.5)           | 6.9 (44.4)           | 9.2 (48.6)           | 12.8 (55.0)          | 15.8 (60.4)          | 17.6 (63.7)          | 17.9 (64.2)          | 15 (59)              | 11.4 (52.5)          | 7.1 (44.8)           | 3.8 (38.8)           | 10.5 (50.9)          |
| 平均低温 °C（°F）    | 1.1 (34.0)           | 1.5 (34.7)           | 2.8 (37.0)           | 4.2 (39.6)           | 7.7 (45.9)           | 10.3 (50.5)          | 12.1 (53.8)          | 12.4 (54.3)          | 9.6 (49.3)           | 7.6 (45.7)           | 4.2 (39.6)           | 1.3 (34.3)           | 6.2 (43.2)           |
| 历史最低温 °C（°F）  | −14 (7)              | −15.4 (4.3)          | −10 (14)             | −4.6 (23.7)          | −1.9 (28.6)          | 1.2 (34.2)           | 4.6 (40.3)           | 4.1 (39.4)           | 0.4 (32.7)           | −5.4 (22.3)          | −8.7 (16.3)          | −11.2 (11.8)         | −15.4 (4.3)          |
| 平均降水量 mm（）    | 67.4 (2.65)          | 56.7 (2.23)          | 55.5 (2.19)          | 52.4 (2.06)          | 62 (2.4)             | 53.4 (2.10)          | 60.8 (2.39)          | 52.9 (2.08)          | 45.3 (1.78)          | 83.8 (3.30)          | 75.9 (2.99)          | 87.8 (3.46)          | 753.9 (29.68)        |
| 来源：infoclimat.fr  |                      |                      |                      |                      |                      |                      |                      |                      |                      |                      |                      |                      |                      |

## 行政区划
莱格勒是法国诺曼底大区奥恩省的一个市镇，编号为61214。莱格勒隶属于莫尔塔涅欧佩什区，管理莱格勒县，同时也是莱格勒地区市镇公共社区的办公驻地。
法国国家统计与经济研究所（简称）在进行数据统计时，将莱格勒及相邻的另外2个市镇设为莱格勒城市核心区，并将包括核心区在内的周边共20个市镇划为莱格勒城市区。同时，还将莱格勒市镇分为了5个“块区”（IRIS），以便于统计人口分布情况。

## 交通

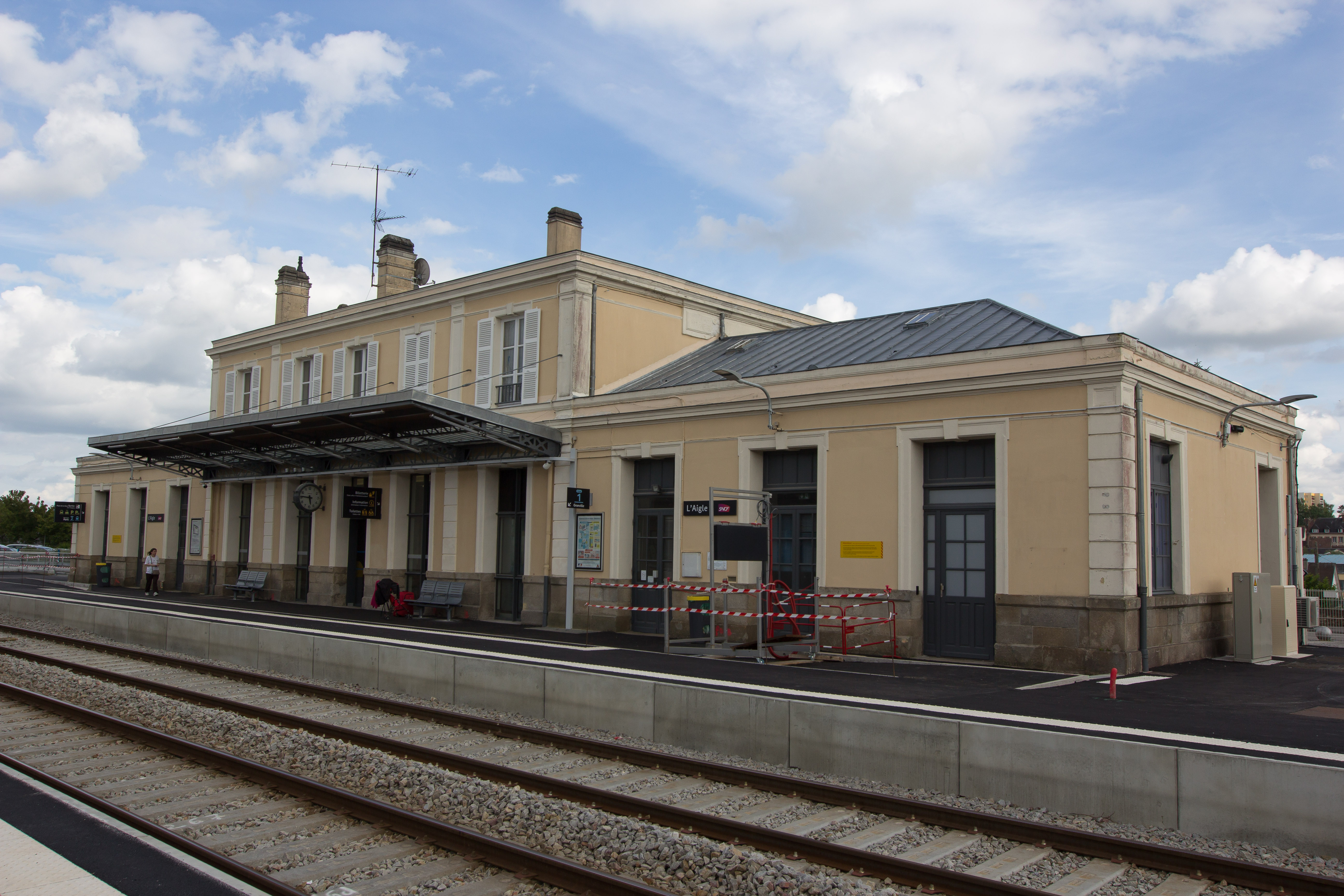
莱格勒火车站

### 公路
多条奥恩省省道在莱格勒境内交汇。诺曼底大区下属的城际客运提供巴士线路，可前往莫尔塔涅欧佩什的常规线路和前往阿朗松、维穆捷以及莱格勒周边部分市镇的校车或定制线路。
2017年，59.3%的莱格勒家庭拥有至少一辆的私人汽车。2018年，莱格勒境内共发生各类交通事故3起，造成1人遇难，2人受伤。

### 铁路
莱格勒位于圣西尔－叙尔东铁路上。莱格勒站位于市区西部，停靠往返于巴黎和格朗维尔一线的区域列车。

### 航空
距离莱格勒最近的国际性民用航空站为巴黎-奥利机场，距离莱格勒市中心的公路里程约141公里。

### 城市公共交通
莱格勒暂无城市公共交通系统。

## 政治
莱格勒的现任市长为菲利普·范-霍恩先生（Philippe Van-Hoorne），他是一名右翼无党派人士，在2020年的市政选举中获得了47.07%的支持率。
在2017年的法国总统大选中，法国第25任总统埃马纽埃尔·马克龙在莱格勒获得了64.05%的支持率。
| 莱格勒历届市长 |                 |                                           |
| 任期           | 市长            | 党派                                      |
| 1944年－1965年 | 埃尔内·瓦耶     | UDSR抵抗运动民主社会联盟 →RPF法国人民联盟 |
| 1965年－1989年 | 罗朗·布代       | PLE欧洲自由党                             |
| 1989年－1995年 | 莫里斯·布拉尔   | DVD右翼无党派人士                         |
| 1995年－2001年 | 安德烈·格吕代   | PS社会党                                  |
| 2001年－2008年 | 让-皮埃尔·伊翁  | RPR保衛共和聯盟 →UMP人民运动联盟          |
| 2008年－2014年 | 蒂耶里·皮诺     | MoDem民主运动 →PRG左派激進黨              |
| 2014年－2017年 | 维罗妮卡·路瓦吉 | UMP人民运动联盟 →LR共和黨                 |
| 2017年－       | 菲利普·范-霍恩  | DVD右翼无党派人士                         |

## 人口
2017年，莱格勒市镇人口数量为8,090，在法国排名第1,292位。其中男性3,652人，女性4,438人，75岁及以上人口占13.3%，外籍人口数量为2,095人，人口密度为449人/平方公里，当地居民被称为（男性）或（女性）。2018年，莱格勒境内出生68人，死亡人口123人。
| 年份   | 1936  | 1946  | 1954  | 1962  | 1968  | 1975  | 1982  | 1990  | 1999  | 2005  | 2010  | 2015  | 2017  |
| ------ | ----- | ----- | ----- | ----- | ----- | ----- | ----- | ----- | ----- | ----- | ----- | ----- | ----- |
| 人口數 | 6,007 | 5,869 | 6,482 | 7,317 | 8,702 | 9,619 | 9,834 | 9,466 | 8,972 | 8,489 | 7,975 | 8,053 | 8,090 |

## 经济
莱格勒是一个区域性的中心城市，当地共有各类用人单位1,033家，平均历史为18年，其中99.17%为中小型企业（PME）。（电子设备修理）、（公路客运）及（肉制品）是当地2019年营业额最高的三个企业，分别为6,242,759欧元、6,187,162欧元和3,310,317欧元。

## 财政收入
2018年，莱格勒的财政收入总额为9,340,390欧元，财政支出总额为8,776,170欧元，当年的债务总额为7,025,180欧元。
2015年，莱格勒的人均收入总额为2,343欧元，其中高职人员为4,006欧元，普通职员为1,700欧元。
2017年，莱格勒境内的青壮年（15至64岁）失业率为24.8%，当地38.5%的家庭拥有纳税资格。

## 社会事务

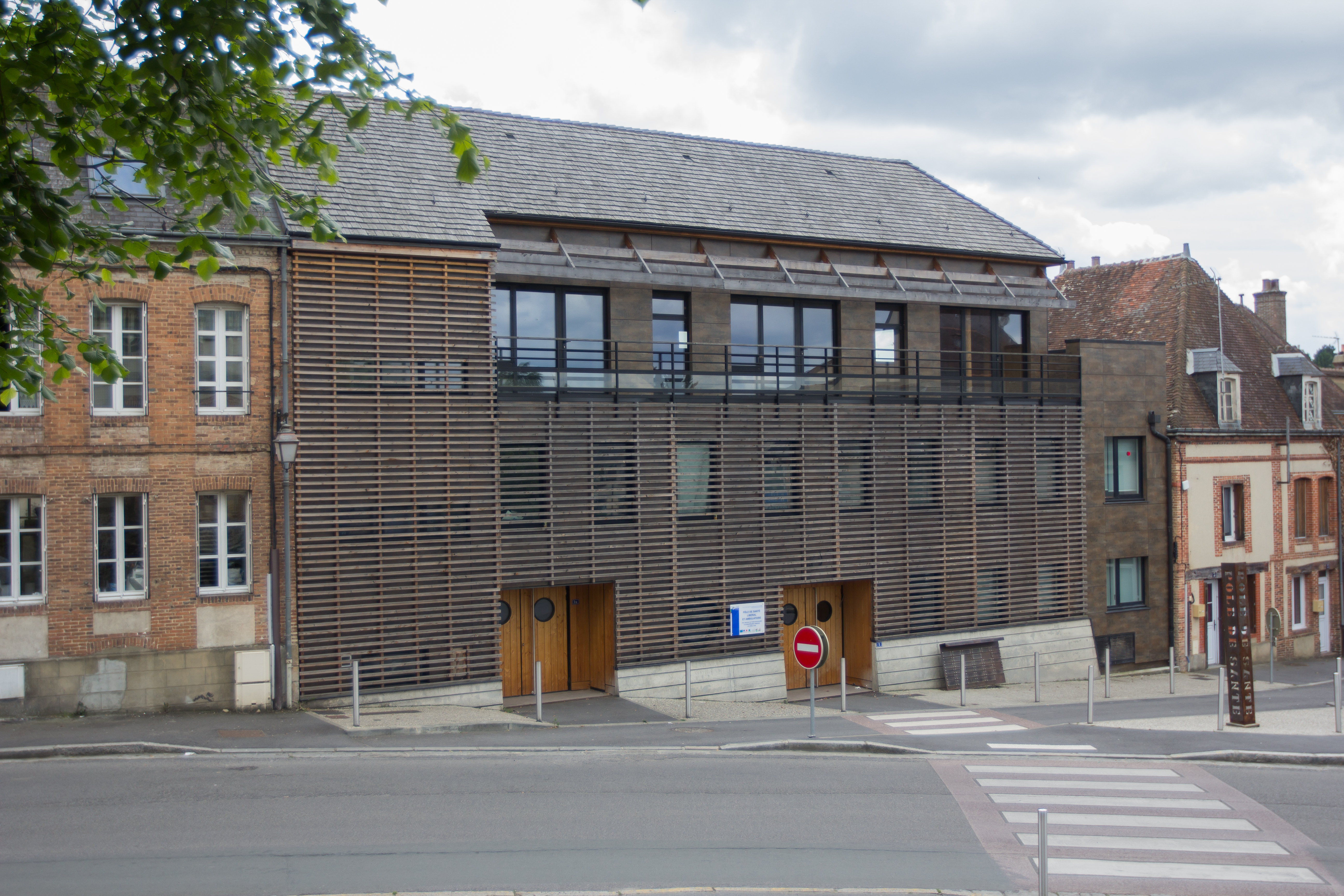
莱格勒医院

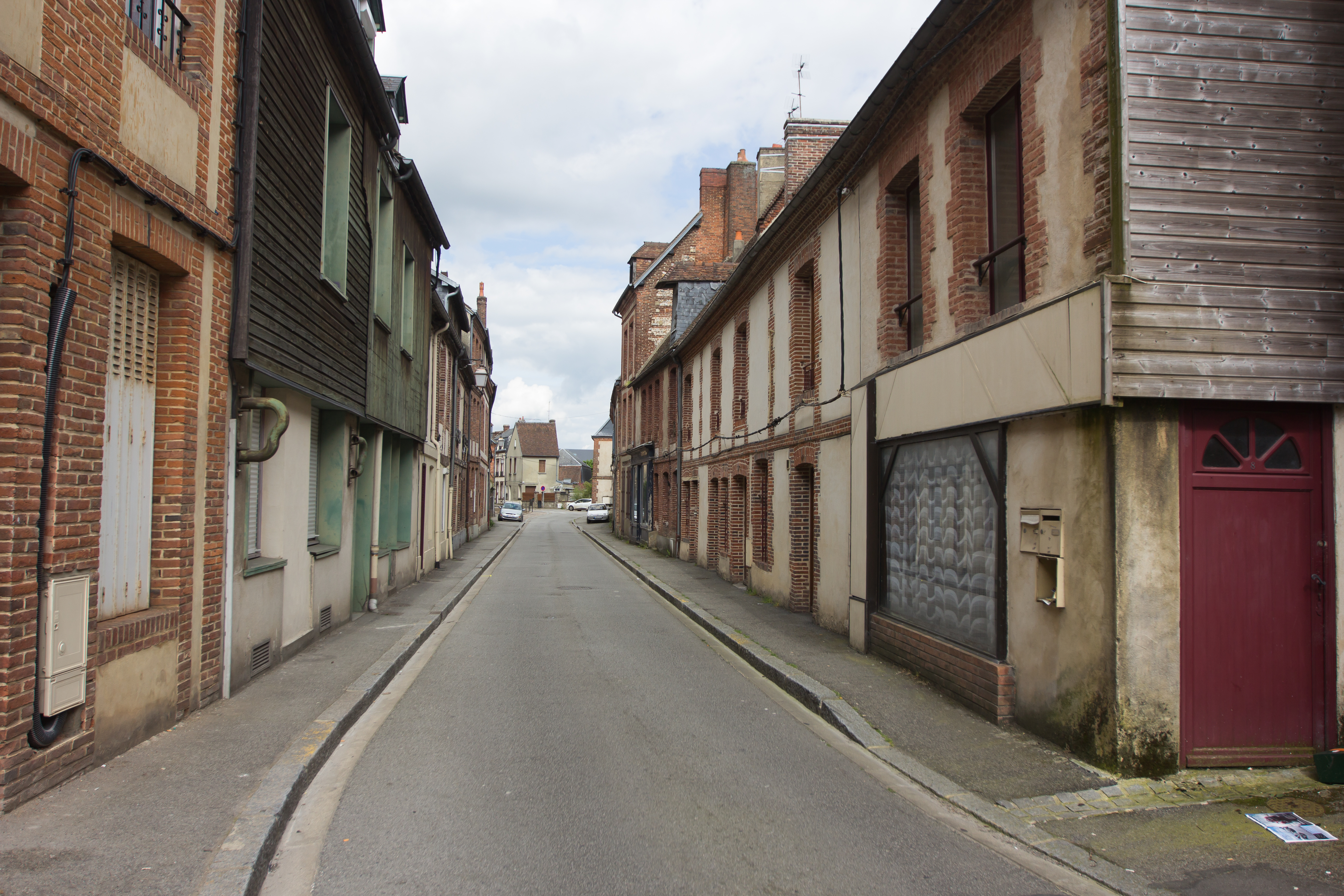
市中心民居

### 教育
莱格勒属于卡昂学区。截止2019年1月1日，莱格勒境内共有2所幼儿园、3所小学、3所初级中学和1所普通高中。2018至2019学年度，莱格勒境内共有在校中等教育阶段学生1,929名。

### 医疗
截止2019年1月1日，莱格勒境内共有全科医生8名、保健师12名、牙医8名、护士13名、耳科医生1名、眼科医生1名、皮肤科医生0名、助产士0名、儿科医生2名和妇科医生1名。境内共有药房4家、养老院5家、残疾人帮扶中心4家。
莱格勒中心医院（Centre Hospitalier de L'Aigle），是法国的一个区域性医疗机构，其主病区位于莱格勒市区西部，设有床位126个，是当地规模最大的公立综合性医院。

### 住房
2017年，莱格勒境内共有各类住房4,852套，其中48.1%为独立式居民区，50.9%为集中式居民区。常住房屋占莱格勒市镇范围内居民建筑总量的48.1%。

### 商业
2018年，莱格勒境内共有各类实体商铺241家，其中餐厅33家、大型超市4家、杂货店4家、面包房10家、肉铺3家、书店4家、银行门店10家、美容美发店25家、汽车维修店16家。市区东部建有大型开放式商业街区。

### 体育
2019年，莱格勒境内共有1家游泳池、1间体育馆、1座综合体育场、8处网球场、4处足球或橄榄球场以及3处篮球或排球场。
莱格勒地区体育俱乐部（F.C. du Pays Aiglon）是当地的一支足球队，2020至2021赛季参加奥恩省足球联赛，其女子队则参加诺曼底大区足球联赛。

### 环境
莱格勒的环境事务由其所属的公共社区负责。2018年，莱格勒境内暂无污染企业。

### 治安
2018年，莱格勒市镇范围内有1处宪兵队。
2014年，莱格勒及附近地区共发生各类案件2,222起，其中盗窃类案件1,249起，经济类案件287起，毒品交易类案件62起。

## 文化
2019年，莱格勒境内共有1家电影院和1家博物馆。莱格勒市政府提供多媒体中心，向公众全年开放。

### 建筑
莱格勒境内有多处法国国家文物保护单位，其中莱格勒城堡、圣马丁教堂等为当地的代表性建筑物。

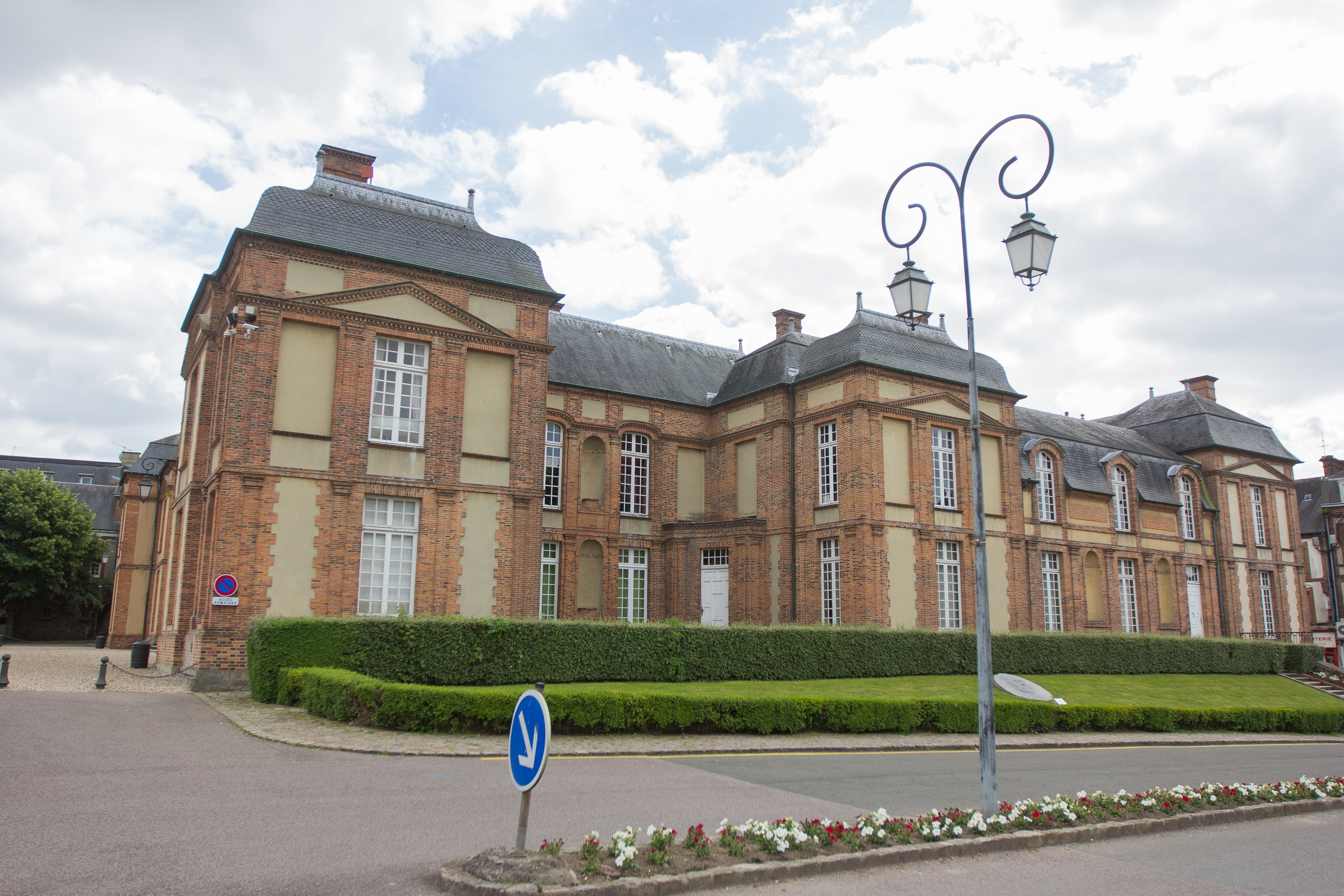
莱格勒城堡（法语：Château de L'Aigle）
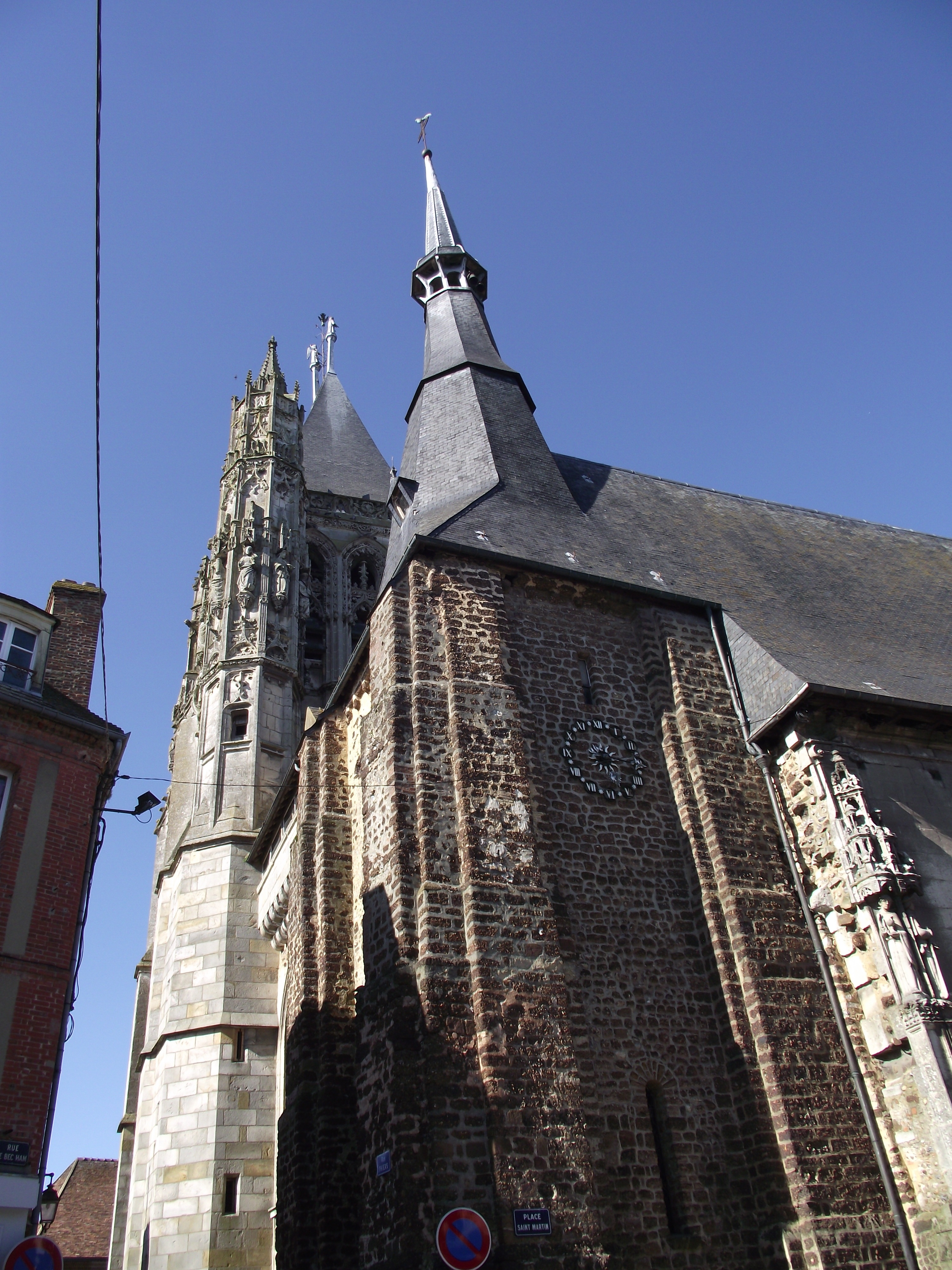
圣马丁教堂（法语：Église Saint-Martin de L'Aigle）
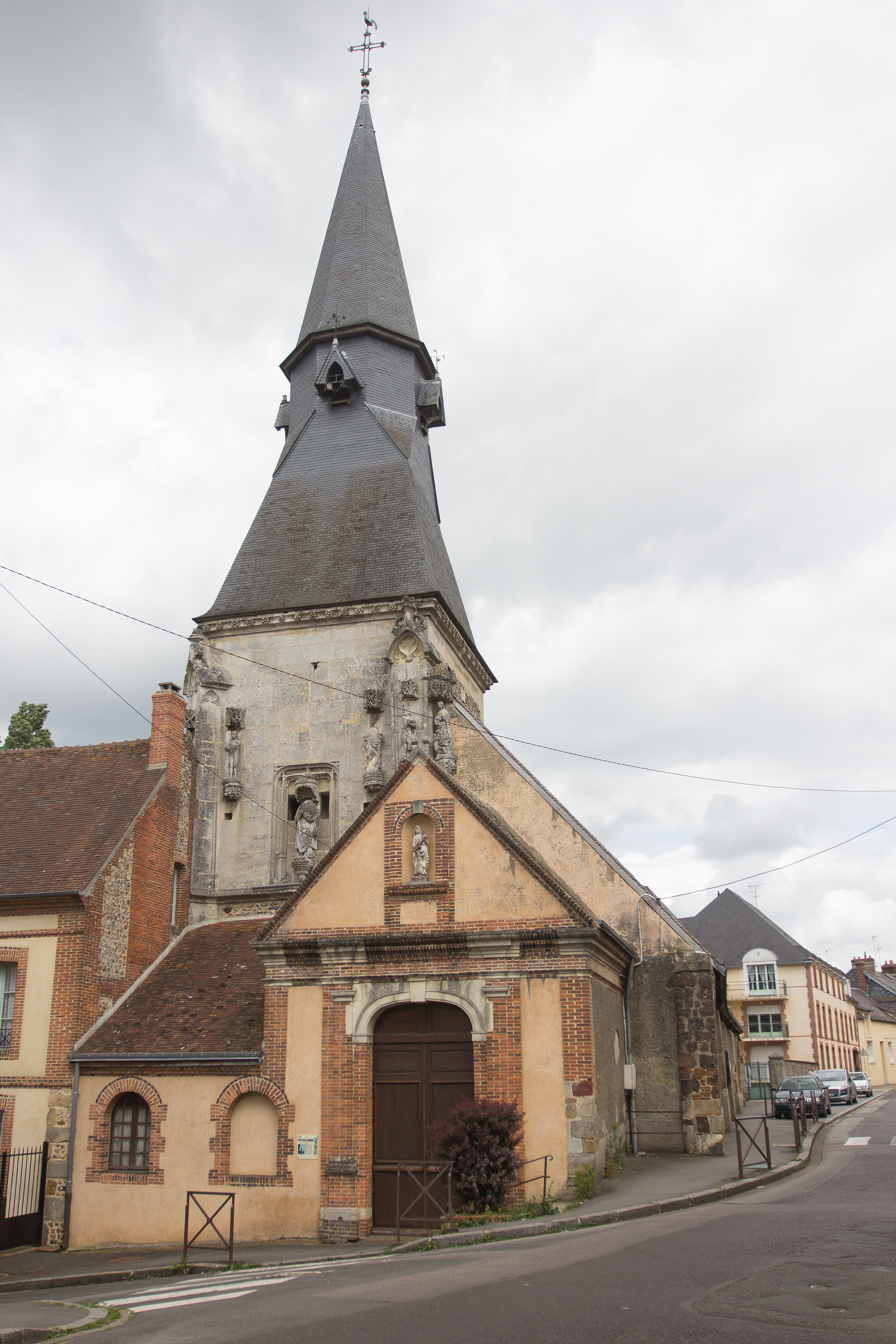
圣让教堂（法语：Église Saint-Jean de L'Aigle）
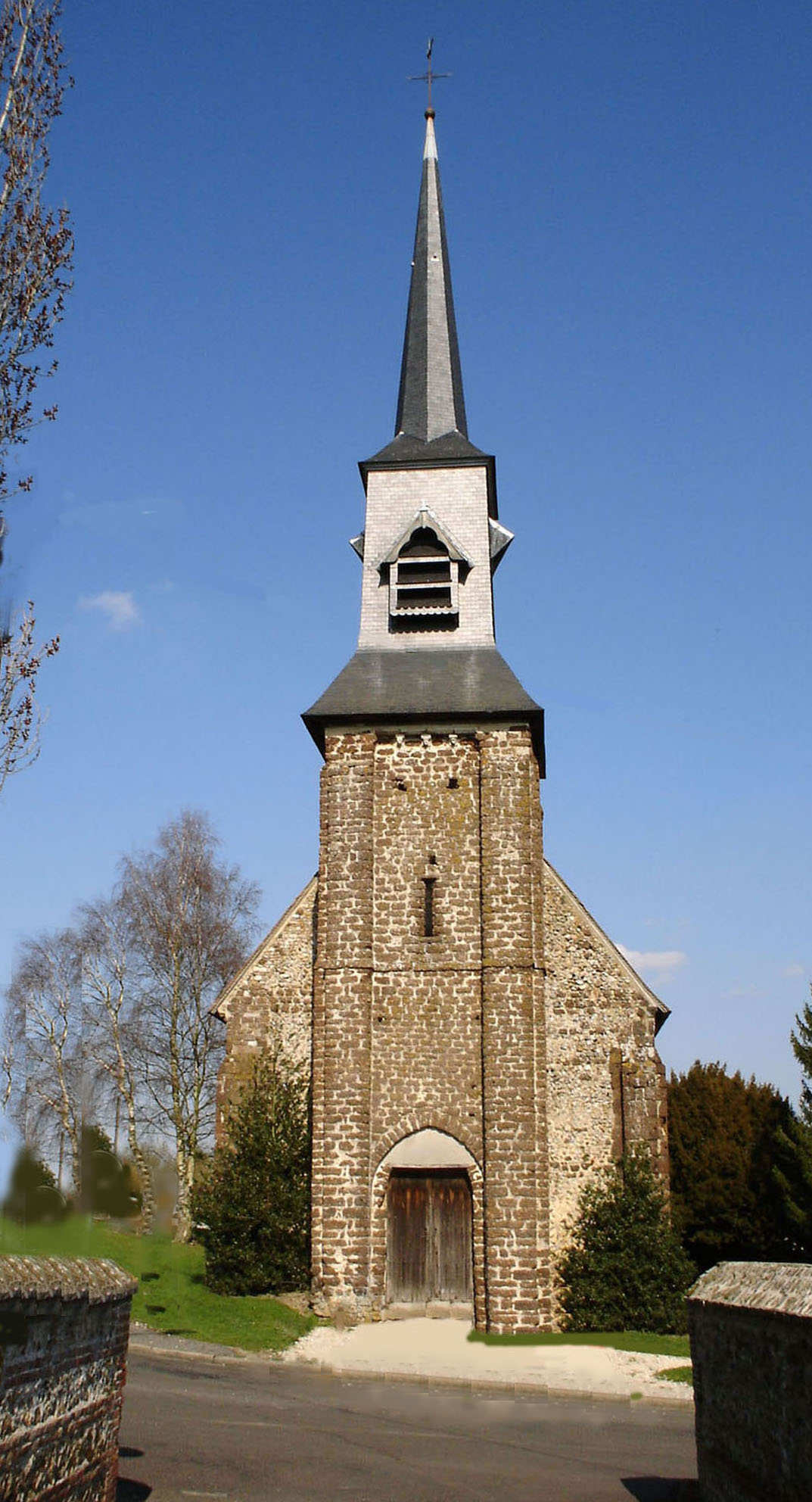
圣巴泰勒米教堂（法语：Église Saint-Barthélemy de L'Aigle）
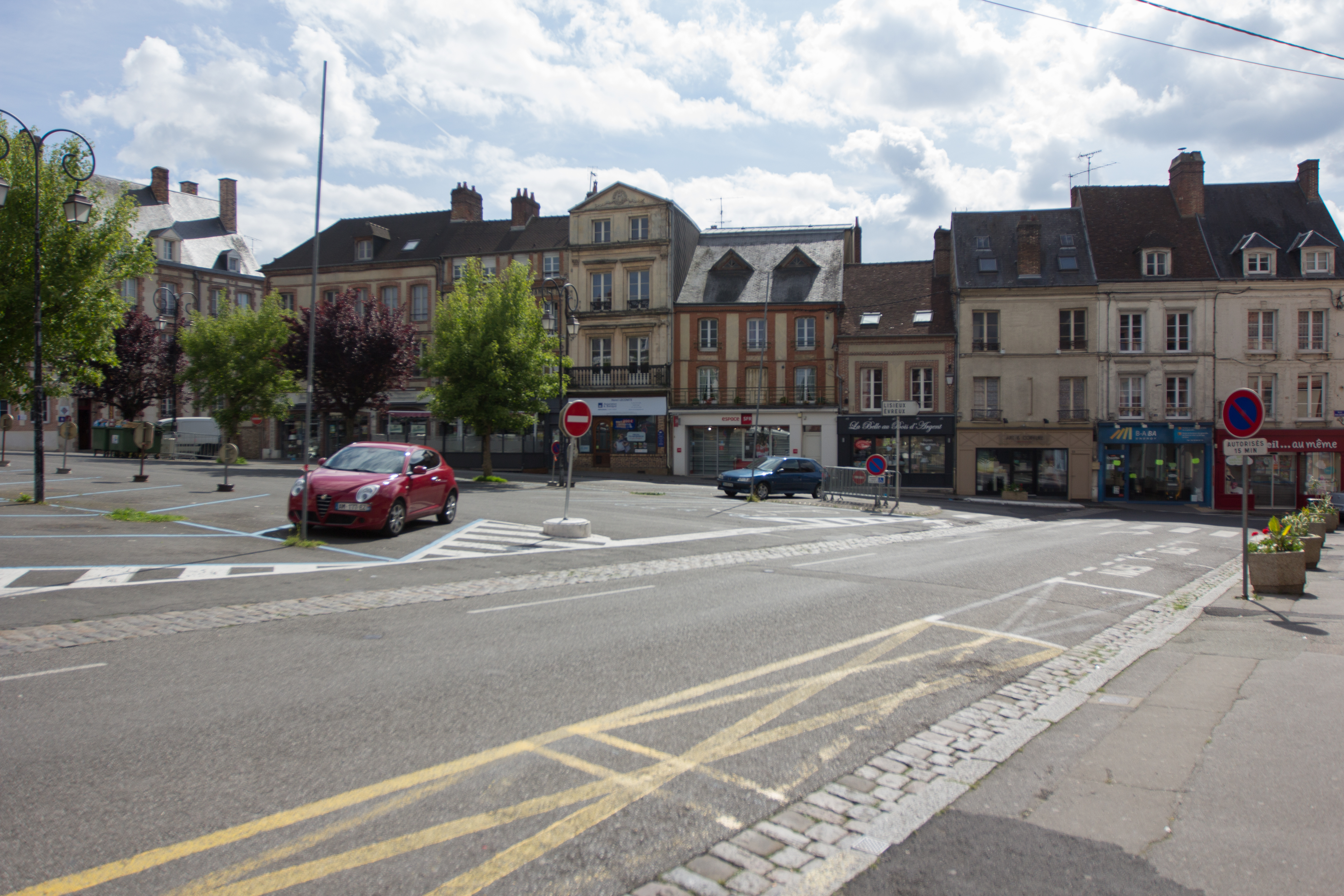
市中心民居

### 旅游
莱格勒的旅游事务由其所属的公共社区负责。2020年，莱格勒境内共有2家宾馆共计54间房间。

### 媒体
法国主要的媒体均可在莱格勒接收，法国电视三台下属的诺曼底大区频道在部分时段播出莱格勒所属区域的地方新闻。

### 陨石
1803年4月26日，莱格勒境内下了一场陨石雨，其遗址在法国天文学家让-巴蒂斯特·毕奥的主持下得以保留并得到进一步研究。

## 友好城市
截至2021年1月，莱格勒共与四座城市互为友好城市关系：
- 德国 克劳斯塔尔-采勒费尔德
- 瑞士 埃格勒
- 斯洛維尼亞 斯皮什新村
- 納夫塔蘭